# Ligne 1 du métro de Sofia
La ligne 1 du métro de Sofia est l'une des deux lignes du réseau métropolitain de Sofia.